# Умершие в декабре 1945 года
Это список известных людей, соответствующих установленным критериям значимости (см. Википедия:Критерии значимости персоналий), умерших в декабре 1945 года.
Причина смерти указывается лишь в исключительных случаях (убийство, самоубийство, гибель в результате военных действий, смертная казнь, ДТП или несчастные случаи). В остальных случаях — не указывается.

## 1 декабря
- Герберт Гиль (45) — сотрудник германской военной разведки.

## 5 декабря
- Александр Алексеенко (21) — старший сержант Красной Армии, командир пулемётного расчёта в годы Великой Отечественной войны, Герой Советского Союза (1945); убит.
- Владимир Комаров (76) — выдающийся русский ботаник и географ, президент АН СССР (1936—1945).

## 6 декабря
- Альфред Заальвахтер (62) — немецкий военно-морской деятель, генерал-адмирал.

## 8 декабря
- Николай Аввакумов (37) — известный советский график, член Уральского филиала АХР.
- Александр Зилоти (82) — русско-американский дирижёр и пианист.
- Айзенбергер, Северин (66) — польский пианист, композитор.

## 12 декабря
- Яков Гаккель (71) — русский советский инженер.

## 13 декабря
- Фриц Кляйн (57) — врач, вступивший в Войска СС и ставший концлагерным врачом, один из организаторов уничтожения людей в лагере Освенцим; повешен.

## 14 декабря
- Алексей Будберг (76) — русский военный деятель, генерал-лейтенант.

## 16 декабря
- Аньелли, Джованни (79) — итальянский промышленник первой половины XX века, основатель автомобильного концерна «Fiat».

## 17 декабря
- Зацка, Ханс (86) — австрийский художник.

## 19 декабря
- Амери, Джон (33) — военный преступник, британский коллаборационист, создатель британских формирований СС во время Второй мировой войны; казнён (повешен).

## 20 декабря
- Валентин Ситнов (27) — Герой Советского Союза.

## 21 декабря
- Ида Бауэр (63) — сестра австрийского политика Отто Бауэра. Стала известна благодаря делу «Дора» в психоанализе Зигмунда Фрейда.
- Джордж Паттон (60) — один из главных генералов американского штаба во время Второй мировой войны.

## 24 декабря
- Али-заде, Саид Ризо (58) — узбекский журналист, писатель, педагог, общественный деятель, первый переводчик произведений русских классиков на узбекский и таджикский языки, репрессирован (1937), умер в заключении от туберкулёза.

## 28 декабря
- Василий Аверин — украинский революционер и государственный деятель, репрессирован (1937), убит после освобождения реабилитирован посмертно (1955).
- Теодор Драйзер (74) — американский писатель.
- Михаил Казаринов (79) — русский юрист, адвокат.